# Ferrocarriles Españoles de Vía Estrecha
Ferrocarriles Españoles de Vía Estrecha (FEVE), registrada oficialmente como Ferrocarriles de Vía Estrecha y conocida en sus últimos años por la marca Feve, fue una operadora ferroviaria pública española, fundada en 1965, encargada de explotar la red nacional de vía estrecha, cuya gestión pasó al Estado tras la extinción de las compañías propietarias originales. El ente dependía del Ministerio de Fomento, siendo la segunda empresa española de su sector, en términos de importancia, tras la también extinta RENFE. FEVE llegó a operar sobre una red ferroviaria de 1250 km de vías.
FEVE fue extinguida el 31 de diciembre de 2012, a causa del plan del Gobierno de España para unificar los operadores públicos estatales de vía estrecha y ancha. De manera similar al proceso culminado con RENFE en 2004, las infraestructuras de FEVE (estaciones, vías, etc.) fueron segregadas en Adif. Su material ferroviario, así como la explotación de sus rutas para mercancías y pasajeros, además de los derechos sobre su identidad corporativa, fueron segregados en Renfe Operadora. Esta prosiguió la labor de FEVE en los campos del transporte de mercancías y de personas, respectivamente, a través de Renfe Mercancías y Renfe Viajeros (como Renfe Feve primero y como Renfe Cercanías AM desde 2021).
A lo largo de su historia, FEVE llegó a poseer simultáneamente ferrocarriles de cinco anchos de vía distintos: 1435 mm, 1062 mm, 1000 mm, 915 mm y 750 mm.

## Historia

### Creación y primeros años

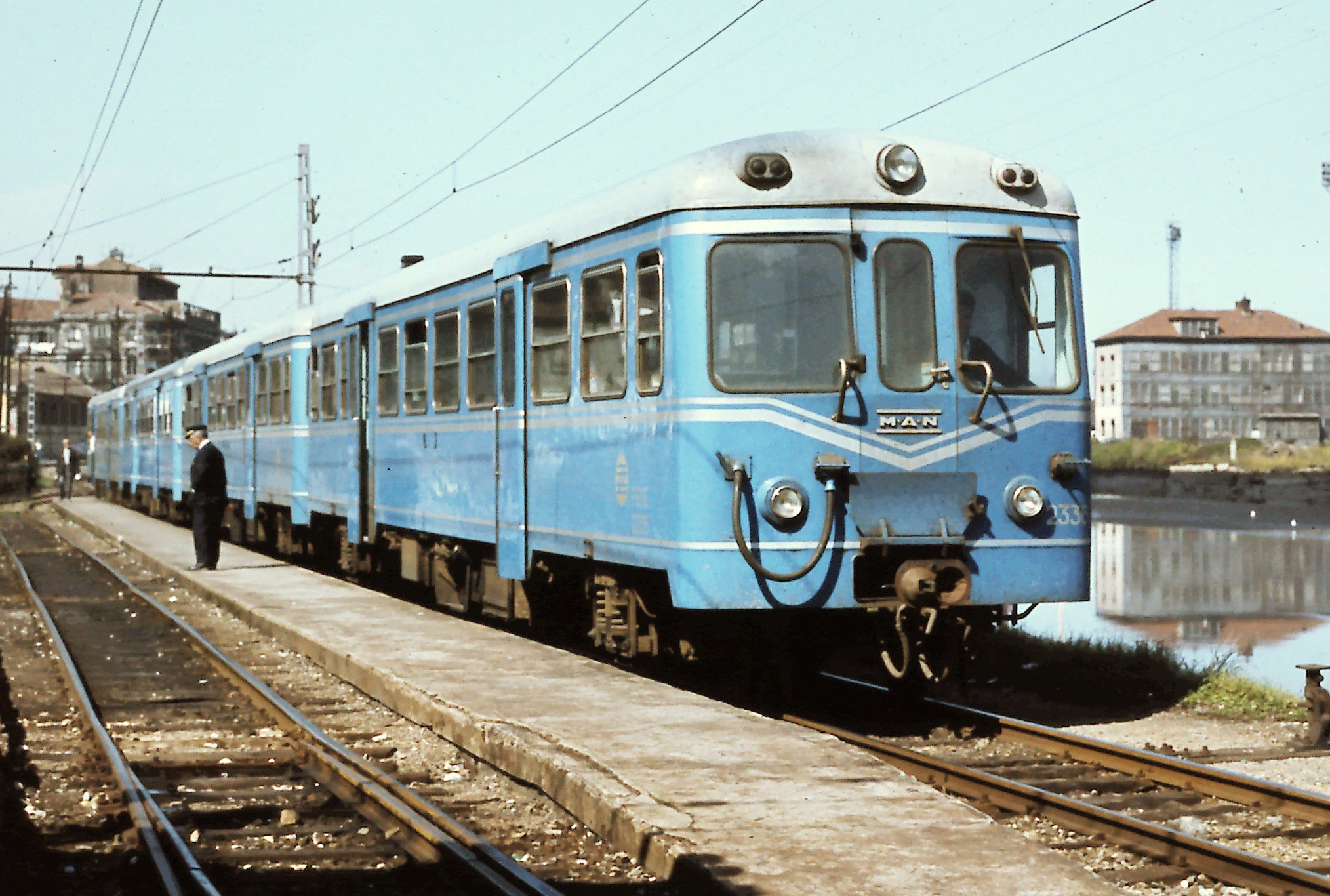
Unidad de la serie 2300 de FEVE estacionada en Avilés (1977).

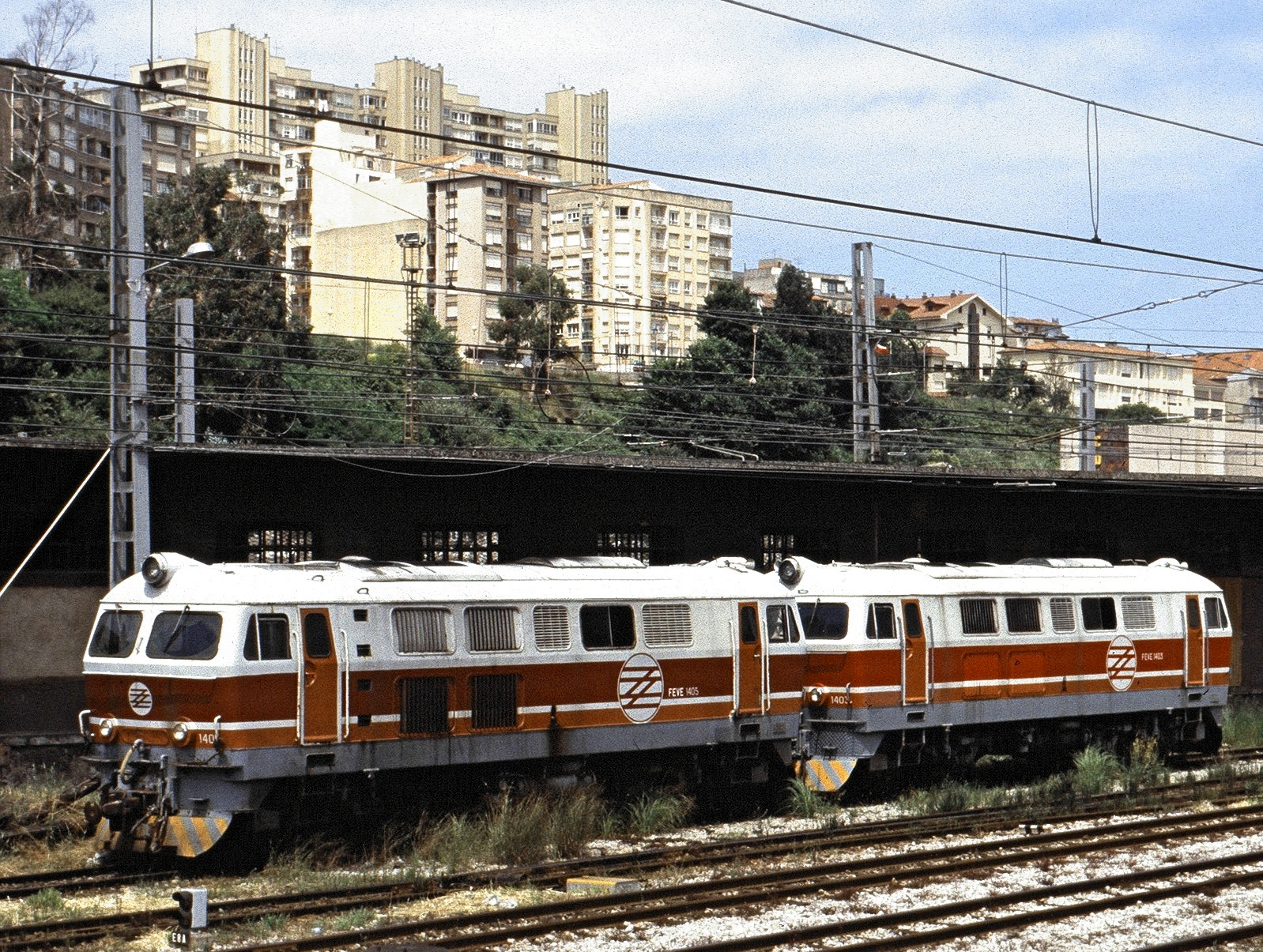
Locomotoras de la serie 1400 de FEVE en Santander (1988).

Los orígenes de FEVE están en el organismo Explotación de Ferrocarriles por el Estado (EFE), que había sido creado en 1926 para hacerse cargo de la gestión de las líneas ferroviarias de construcción estatal, o de aquellas que hubieran pasado a gestión estatal. Tras la creación de RENFE en 1941 el ámbito de actuación de EFE se redujo enormemente, ya que se vio limitado a los ferrocarriles de vía estrecha. La situación cambió radicalmente a partir de 1960, cuando un gran número de pequeños ferrocarriles mineros quebraron y el Estado salió al rescate de los mismos. Debido a la gran cantidad de líneas que el Estado se vio obligado a gestionar en tan poco tiempo, para agilizar dicha administración se formalizó la creación el 23 de septiembre de 1965 de un nuevo organismo autónomo; ese mismo día EFE cambió su nombre, adoptando el de Ferrocarriles Españoles de Vía Estrecha (FEVE).
La red de FEVE estaba formada por las líneas de antiguas compañías como la Sociedad General de Ferrocarriles Vasco Asturiana, Ferrocarriles Económicos de Asturias, Ferrocarril de Langreo, Ferrocarril de Carreño, Ferrocarril Cantábrico, Ferrocarril Santander-Bilbao, Ferrocarril de La Robla, Ferrocarriles de Mallorca, Ferrocarril Cartagena-Los Blancos, además del Ferrocarril Ferrol-Gijón, construido íntegramente por el Estado. Sin embargo, muchos de estos ferrocarriles se encontraban en una situación muy crítica, con el material ferroviario y/o las infraestructuras muy necesitadas de mejoras. Por esta razón hubo otras líneas de vía estrecha, como las heredadas a través de la Compañía de Ferrocarriles Secundarios de Castilla, que fueron clausuradas al poco tiempo al ser consideradas deficitarias.
La línea de mayor longitud que poseía la compañía tiene 330 kilómetros, es el conocido como Ferrocarril de La Robla. Originalmente iba desde La Robla hasta Valmaseda y se construyó para hacer llegar los carbones de la minería leonesa y palentina hasta la siderurgia vizcaína. A principios del siglo XX se construyeron los tramos Valmaseda-Luchana y el acceso a Bilbao (aprovechando el trazado del Ferrocarril Santander-Bilbao) y Matallana-León, con lo que de esta manera quedaban comunicadas las capitales de León y Bilbao. Actualmente los tramos entre Matallana de Torío y La Robla e Iráuregui-Luchana no prestan servicio de viajeros. Es la más larga de Europa de vía métrica, recorriendo la montaña oriental leonesa, el norte de la provincia de Palencia, el sur de Cantabria, el norte de la provincia de Burgos y Vizcaya.
A partir de 1980 FEVE pasó a especializarse en transporte de mercancías y regional y de cercanías de pasajeros. Por otra parte, creó el tren turístico de lujo Transcantábrico, que comenzó sus servicios en 1982, convirtiéndose en el servicio estrella de la compañía. Realiza el trayecto Santiago de Compostela-Ferrol-Bilbao-León (el tramo Santiago-Ferrol se realiza por autobús).
Además, el Ministerio de Fomento realizó numerosas inversiones para mejorar tanto las infraestructuras como el material rodante. Tras las cesiones realizadas a las autonomías, la red ferroviaria de FEVE quedó centrada principalmente en la zona cantábrica. La principal línea de FEVE en la Cornisa Cantábrica era la que conectaba Ferrol con Bilbao a través de las provincias de Vizcaya, Cantabria, Asturias y Lugo. Así mismo enlazan con esta línea general diversas líneas menores y ramales, donde prestan servicio como norma general trenes de cercanías. Estas líneas y ramales eran las siguientes: 
- en Asturias, las líneas Trubia-Mieres-Collanzo, Pravia-San Esteban (esta última procedente del antiguo Ferrocarril Vasco Asturiano), Gijón-Pola de Laviana (del antiguo Ferrocarril de Langreo) y la línea Gijón-Avilés-Cudillero (heredera del Ferrocarril del Carreño y de Ferrol-Gijón).

- en Cantabria existe un ramal que comunica Liérganes con Orejo, estación del tramo Bilbao - Santander.

También existen diversos ramales industriales que comunican la red general de FEVE con cargaderos de industrias particulares y puertos marítimos. FEVE era titular igualmente del tramo internacional Puente Internacional en Irún-Hendaya, de la línea popularmente conocida como "El Topo", aunque la explotación fue cedida a Euskotren. En Asturias y Cantabria, FEVE contaba con una importante red de líneas de cercanías. En Galicia operaba la línea de cercanías entre Ferrol y Ortigueira. En la Región de Murcia también contaba con una línea entre Cartagena y Los Nietos.

### Transferencia a comunidades autónomas

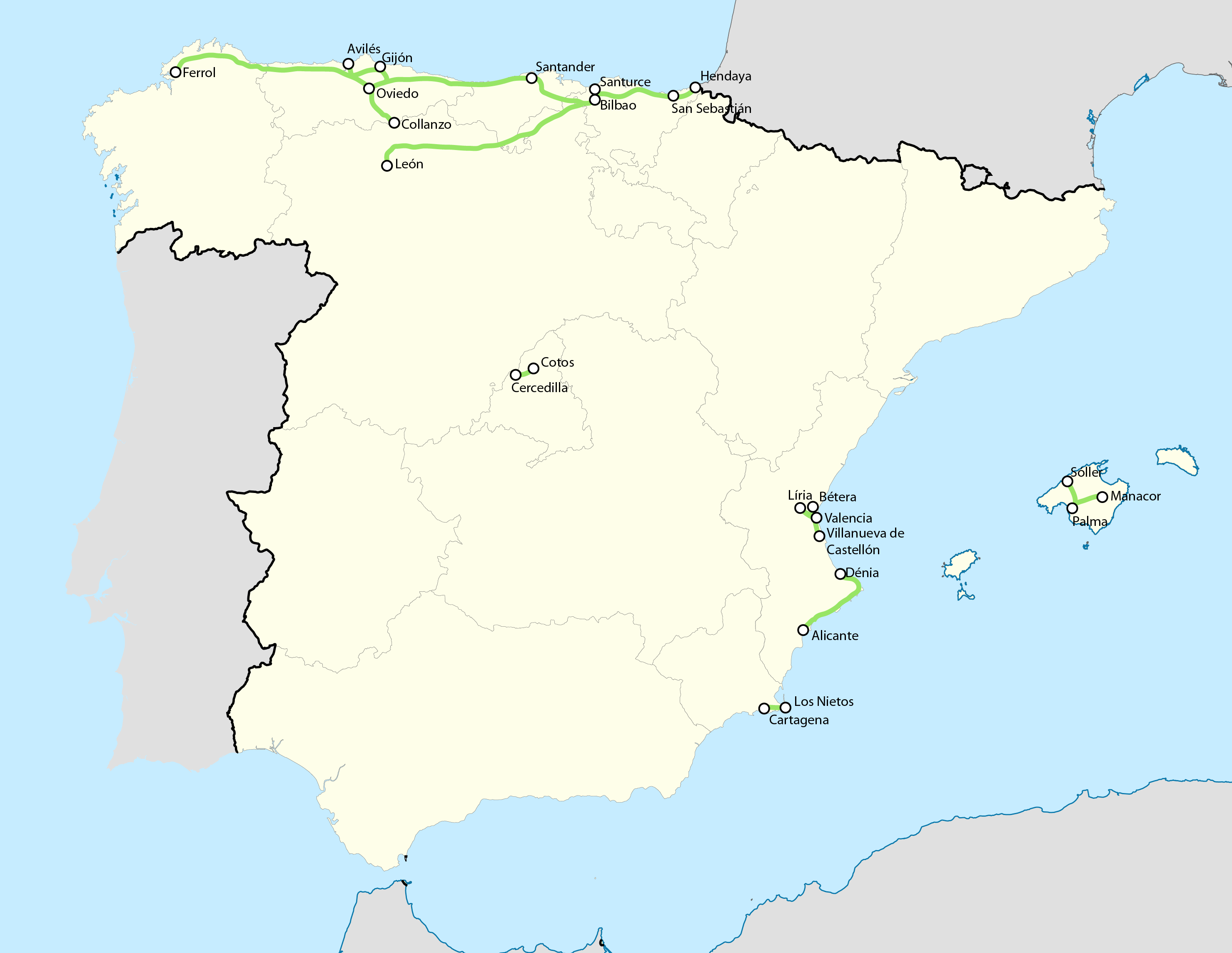
Red de ancho métrico de España

Tras la aprobación de la Constitución de 1978, y de acuerdo con el estado de las autonomías que establece, a partir de 1979 una parte significativa de la red de vía estrecha fue transferida por el gobierno central a las nuevas comunidades autónomas, las cuales la pasaron a gestionar a través de organismos públicos:
- Ferrocarriles Vascos (ET/FV): creada por el Gobierno vasco en 1982, pasó a operar varias líneas en las provincias de Guipúzcoa y Vizcaya.
- Ferrocarriles de la Generalidad de Cataluña (FGC): creada en 1979, pasó a operar varias líneas regionales y/o cercanías en la provincia de Barcelona.
- Ferrocarriles de la Generalidad Valenciana (FGV): creada en 1986 pasó a operar varias líneas regionales y/o cercanías de la Comunidad Valenciana.
- Servicios Ferroviarios de Mallorca (SFM): creada en 1994, opera varias líneas de la isla de Mallorca.

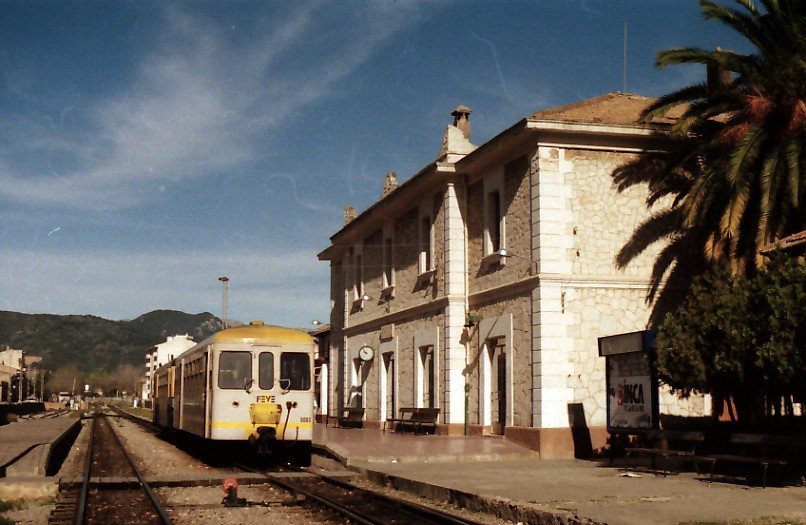
Tren de FEVE en la estación de Inca (Mallorca) en marzo de 1990.

### Últimos años y desaparición

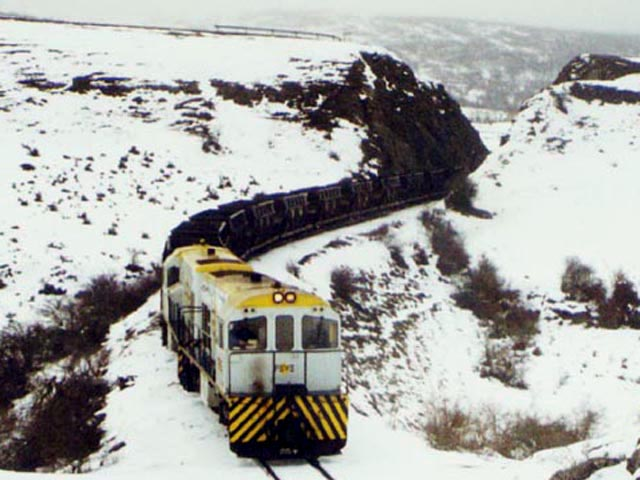
Tren de mercancías de FEVE circulando por el ferrocarril de La Robla, hacia 1998.

En 2005 FEVE, ante el nuevo escenario ferroviario español protagonizado por la liberalización y la apertura a la competencia (de la que FEVE quedó exenta inicialmente), el ente público emprende un plan estratégico que marca las pautas para la empresa a medio plazo para iniciar el proceso de liberación ferroviario que obliga la Unión Europea. El plan hace hincapié en la optimización de los recursos humanos y en la especialización por sectores, por lo que se crean las direcciones-gerencias (similares a las Unidades de Negocio de Renfe), que se especializarán en sus correspondientes mercados. El plan estratégico tiene como fin aumentar el índice de cobertura de la empresa 12 puntos hasta situarlo en el 45 %, destacando la búsqueda de ingresos mediante la captación de tráficos de tipo turístico y de nuevos clientes en mercancías, así como su consolidación en viajeros de trenes de cercanías y regionales.
Distintos organismos públicos —como el Tribunal de Cuentas y la Intervención General del Estado—  señalaron la mala gestión presupuestaria de FEVE durante el período 2005-2012, cifrando un aumento de la deuda de FEVE desde los 191 hasta los 569 millones de euros por numerosas «irregularidades». En los años de presidencia de Ángel Villalba, que fue presidente de FEVE durante el gobierno de José Luis Rodríguez Zapatero, también hubo varias polémicas en torno a su gestión de FEVE: en 2011, siendo todavía presidente, se adquirieron inicialmente cuatro convoyes ferroviarios (aunque el número se elevó finalmente a 28 trenes) que tuvieron que ser desechados y revendidos otra vez, porque fueron encargados sin llegar a existir una red ferroviaria por la que pudieran circular.
El 20 de julio de 2012, se aprobó el Real Decreto-ley 22/2012, de 20 de julio, por el cual FEVE quedó extinguida el día 31 de diciembre de 2012 y se subrogó a Adif la infraestructura y a Renfe-Operadora la explotación de los trenes. De esta forma se unificaron las redes nacionales de vía ancha y vía estrecha. En la práctica, Renfe siguió usando la marca de Feve para referirse a todos los servicios de pasajeros que heredó de la anterior compañía, hasta el año 2021, cuando empezó a reemplazar progresivamente la marca Renfe Feve por la de Renfe Cercanías AM. En 2023, se acometió la integración tarifaria en los núcleos que lo permitían (Asturias, Cantabria y Bilbao), integrando así el ancho métrico en la mayoría de núcleos y deshaciendo la separación de métrico e ibérico que había en estas provincias.

## Presidentes
| Nombre y apellidos               | Inicio                  | Final                   |
| -------------------------------- | ----------------------- | ----------------------- |
| Jesús Santos Rein                | 7 de noviembre de 1968  | 14 de noviembre de 1969 |
| Camilo Mira Muñoz                | 14 de noviembre de 1969 | 9 de junio de 1972      |
| Jaime Badillo                    | 9 de junio de 1972      | 18 de febrero de 1977   |
| Manuel de Vicente González       | 18 de febrero de 1977   | 29 de julio de 1977     |
| Javier Sagües Martínez de Azagra | 27 de enero de 1978     | 29 de diciembre de 1982 |
| Fernando de Esteban              | 29 de diciembre de 1982 | 12 de diciembre de 1986 |
| Joaquín Martínez Vilanova        | 12 de diciembre de 1986 | 30 de noviembre de 1990 |
| Gonzalo Martín Baranda           | 30 de noviembre de 1990 | 10 de diciembre de 1994 |
| José María Gurruchaga            | 13 de enero de 1995     | 12 de febrero de 1999   |
| Eugenio Damborenea               | 1999                    | 2004                    |
| Dimas Sañudo                     | 30 de abril de 2004     | 28 de marzo de 2008     |
| Ángel Villalba                   | 17 de junio de 2008     | 20 de enero de 2012     |
| Marcelino Oreja                  | 20 de enero de 2012     | 31 de diciembre de 2012 |

## Material motor

### Locomotoras
| Modelo     | Imagen | N° de serie         | Fabricante                                     | Año         | Notas |
| ---------- | ------ | ------------------- | ---------------------------------------------- | ----------- | --- |
| Serie 1000 |        | 1021-1063           | Alsthom, Levallois-Perret                      | 1955        | Algunas transformadas en Serie 1900. |
| Serie 1100 |        | 1101-1121           | Creusot - SECN, Sestao                         | años 1950   | |
| Serie 1200 |        | 1201-1210           | Batignolles - CAF, Beasáin                     | años 1950   | Adquiridas por el Ministerio de Obras Públicas para varias compañías de vía estrecha, después usadas por FEVE.                                                  |
| Serie 1300 |        | 1318-1325           | SECN, Sestao                                   | 1966        | La 1322 permanece expuesta en Cistierna. Vehículo de maniobras.                                                                                                 |
| Serie 1400 |        | 1421-1425           | Henschel, Electro-Motive Division              | 1956 - 1959 | |
| Serie 1500 |        | 1501-1510 1511-1515 | General Electric, EireBabcock & Wilcox, Sestao | 19641974    | Conocidas como GECo. La 1514 vendida a Argentina. Las 1503, 1504, 1508 y 1502 vendidas a Madagascar. Actualmente solo quedan la 1505 y la 1510 (ambas en Aboño) |
| Serie 1600 |        | 1651-1660           | M.T.M., Barcelona                              | 1981        | Bajo licencia Alsthom. |
| Serie 1900 |        | 1901-1917           | FEVE, El Berrón CAF-Sunsundegui, Alsasua       | 2002        | Reconstruidas a partir de las Serie 1000. |

### Unidades diésel
| Modelo     | Imagen | N° de serie                   | Fabricante               | Año  | Notas |
| ---------- | ------ | ----------------------------- | ------------------------ | ---- | --- |
| Serie 2000 |        | 2001-2006 2011-2029           | Ferrostaal               | 1957 | Adquiridas por el Ministerio de Obras Públicas para varias compañías de vía estrecha, después usadas por FEVE.                   |
| Serie 2100 |        | 2101-2104 2111-2131 2141-2145 | Billard                  | 1957 | 2116 preservada |
| Serie 2200 |        | 2201-2202                     | MAN                      | 1955 | |
| Serie 2300 |        | 2301-2373                     | MAN                      | 1966 | |
| Serie 2350 |        | 2351-2353                     | MAN                      | 1986 | Trenes de la serie 3000 de FGC adquirdos por FEVE en 2009. En 2011 dejaron de circular y en 2013 se vendieron a Inca Rail (Perú) |
| Serie 2400 |        | 2401-2479                     | MTM, Barcelona           | 1983 | Adquiridos por FEVE para otras líneas. La mayoría vendidos al Instituto Costarricense de Ferrocarriles (Costa Rica).             |
| Serie 2500 |        | 2501y2551                     | MTM, Barcelona           | 1988 | Reformadas e integradas a la Serie 2400 como 2401 y 2451.                                                                        |
| Serie 2600 |        | 2601-2624                     | CAF-Sunsundegui, Alsasua | 1994 | Fabricados a partir de la reconstrucción de unidades de la serie 2300.                                                           |
| Serie 2700 |        | 2701-                         | CAF-Sunsundegui, Alsasua | 2009 | Modelo de nueva construcción. 23 unidades encargadas, comenzó su incorporación en agosto de 2009.                                |
| Serie 2900 |        | 2901-                         | CAF-Sunsundegui, Alsasua | 2009 | Modelo de nueva construcción. Derivado del 2700                                                                                  |

### Unidades Eléctricas
| Modelo     | Imagen | N° de serie         | Fabricante              | Año  | Notas                                                                  |
| ---------- | ------ | ------------------- | ----------------------- | ---- | ---------------------------------------------------------------------- |
| Serie 3300 |        | 3301-3323           | CAF-Sunsundegui         | 2009 | Formaron parte de la serie 3500, reformadas con motores trifásicos.    |
| Serie 3500 |        | 3516-3537           | CAF-Sunsundegui         | 1977 |                                                                        |
| Serie 3600 |        | 3601-3624 3625-3642 | CAF-Sunsundegui-Siemens | 2000 | Fabricados a partir de la reconstrucción de unidades de la serie 2600. |
| Serie 3800 |        | 3801-3816           | CAF-Sunsundegui         | 1992 |                                                                        |

NOTA: En negrita, modelos que continuaban en activo en la desaparición de la compañía.